# Lithopolyporales zeerabadensis
Lithopolyporales zeerabadensis är en svampart som beskrevs av R.K. Kar, N. Sharma, A. Agarwal & R. Kar 2003. Lithopolyporales zeerabadensis ingår i släktet Lithopolyporales och familjen Polyporaceae.   Inga underarter finns listade i Catalogue of Life.